# 何塞·比留科夫
何塞·比留科夫（西班牙語：José Biriukov，1963年2月3日—），西班牙男子篮球运动员。他曾代表西班牙国家队参加1988年和1992年夏季奥林匹克运动会篮球比赛，分别获得第八名和第九名。